# Manuel dos Santos Fernandes
Manuel dos Santos Fernandes (* 28. März 1974 in Praia, Kap Verde) ist ein ehemaliger Fußballspieler mit französischer und kap-verdischer Staatsbürgerschaft.

## Karriere

### Verein
Die Profikarriere dos Santos’ startete 1995 beim AS Monaco. Nach 20 Einsätzen im ersten Jahr, lief er nur zweimal in der darauf folgenden Saison auf und wechselte zur Saison 1997/1998 zum Montpellier HSC. Allerdings konnte er in seiner zweiten Spielzeit bei den Monegassen die französische Meisterschaft gewinnen. Bei Montpellier war er für drei Jahre unter Vertrag und absolvierte insgesamt 94 Spiele. 1999 gewann er mit ihnen den UEFA Intertoto Cup und das Team qualifizierte sich dadurch für den UEFA-Pokal. Bei Olympique Marseille heuerte dos Santos im Sommer 2000 an und hielt dem Verein für vier Jahre die Treue (98 Spiele, 1 Tor). Anschließend gab er ein eineinhalbjähriges Gastspiel bei Benfica Lissabon (24 Spiele), ehe er zur Winterpause der Saison 2005/2006 wieder zum AS Monaco zurückkehrte. Nach dem Auslaufen seines Vertrags im Sommer 2007 wechselte er ablösefrei zu Racing Straßburg. Im Sommer 2008 verkündete dos Santos sein Karriereende.

### Nationalmannschaft
Dos Santos war Nachwuchsspieler in der U21 Frankreichs.

## Erfolg
- Französischer Fußballmeister mit AS Monaco: 1997
- Portugiesischer Fußballmeister mit Benfica Lissabon: 2005
- Portugiesischer Fußball-Supercup-Gewinner mit Benfica Lissabon: 2005
- UEFA Intertoto Cup mit Montpellier HSC: 1999
- UEFA Intertoto Cup mit AS Monaco: 2005, 2006